# گودویو (مینه‌سوتا)
گودویو، مینه‌سوتا (به انگلیسی: Goodview, Minnesota) یک شهر در ایالات متحده آمریکا است که در شهرستان وینونا، مینه‌سوتا واقع شده‌است.

## خصوصیات
گودویو ۶٫۴۵ کیلومترمربع مساحت و ۴٬۰۳۶ نفر جمعیت دارد و ۲۰۴ متر بالاتر از سطح دریا واقع شده‌است.